# NGC 7229
NGC 7229 est une galaxie spirale barrée située dans la constellation du Poisson austral. Sa vitesse par rapport au fond diffus cosmologique est de 3 993 ± 21 km/s, ce qui correspond à une distance de Hubble de 58,9 ± 4,1 Mpc (∼192 millions d'al). NGC 7229 a été découverte par l'astronome britannique John Herschel en 1834.
La classe de luminosité de NGC 7229 est III et elle présente une large raie HI. Elle renferme également des régions d'hydrogène ionisé. 

## Groupe de NGC 7221
Selon A. M. Garcia, NGC 7229 fait partie du trio de NGC 7221. La troisième galaxie du trio est ESO 467-25.